# Canton de Beaune
Le canton de Beaune est une circonscription électorale française du département de la Côte-d'Or créée par le décret du 18 février 2014 et entrée en vigueur lors des élections départementales de 2015.

## Histoire
Un nouveau découpage territorial de la Côte-d'Or entre en vigueur à l'occasion des élections départementales de mars 2015, défini par le décret du 18 février 2014, en application des lois du 17 mai 2013 (loi organique 2013-402 et loi 2013-403). Les conseillers départementaux sont, à compter de ces élections, élus au scrutin majoritaire binominal mixte. Les électeurs de chaque canton élisent au Conseil départemental, nouvelle appellation du Conseil général, deux membres de sexe différent, qui se présentent en binôme de candidats. Les conseillers départementaux sont élus pour 6 ans au scrutin binominal majoritaire à deux tours, l'accès au second tour nécessitant 12,5 % des inscrits au 1er tour. En outre la totalité des conseillers départementaux est renouvelée. Ce nouveau mode de scrutin nécessite un redécoupage des cantons dont le nombre est divisé par deux avec arrondi à l'unité impaire supérieure si ce nombre n'est pas entier impair, assorti de conditions de seuils minimaux. Dans la Côte-d'Or, le nombre de cantons passe ainsi de 43 à 23.

## Représentation
| Période élective | Période élective | Mandat | Mandat   | Identité               | Nuance | Nuance | Qualité |
| ---------------- | ---------------- | ------ | -------- | ---------------------- | ------ | ------ | --- |
| 2015             | 2021             | 2015   | 2021     | Marie-Laure Rakic      |        | DVD    | Professeur des écoles Première adjointe au maire de Beaune jusqu'en 2020                                                                                |
| 2015             | 2021             | 2015   | 2021     | Jean-Pierre Rebourgeon |        | LR     | Administrateur territorial Maire de Merceuil (2001-2020) Ancien conseiller général du Canton de Beaune-Sud 6ème Vice-Président du Conseil départemental |
| 2021             | 2028             | 2021   | en cours | Pierre Bolze           |        | LR     | Premier adjoint au maire de Beaune, 10ème Vice-Président du conseil départemental                                                                       |
| 2021             | 2028             | 2021   | en cours | Charlotte Fougere      |        | LR     | Adjointe au maire de Beaune |

### Résultats détaillés

#### Élections de mars 2015
À l'issue du 1er tour des élections départementales de 2015, deux binômes sont en ballottage : Marie-Laure Rakic et Jean-Pierre Rebourgeon (Union de la Droite, 50,41 %) et Matthieu Tillier et Éléonore Touin (FN, 24,9 %). Le taux de participation est de 43,94 % (6 371 votants sur 14 499 inscrits) contre 53,86 % au niveau départemental et 50,17 % au niveau national.
Au second tour, Marie-Laure Rakic et Jean-Pierre Rebourgeon (Union de la Droite) sont élus avec 71,96 % des suffrages exprimés et un taux de participation de 42,49 % (3 955 voix pour 6 161 votants et 14 499 inscrits).

#### Élections de juin 2021
Le premier tour des élections départementales de 2021 est marqué par un très faible taux de participation (33,26 % au niveau national). Dans le canton de Beaune, ce taux de participation est de 32,13 % (4 610 votants sur 14 350 inscrits) contre 36,24 % au niveau départemental. À l'issue de ce premier tour, deux binômes sont en ballottage : Pierre Bolze et Charlotte Fougere (LR, 32,9 %) et Marie-Laure Rakic et Jean-Benoit Vuittenez (DVD, 25,73 %).
Le second tour des élections est marqué une nouvelle fois par une abstention massive équivalente au premier tour. Les taux de participation sont de 34,3 % au niveau national, 37,05 % dans le département et 35,07 % dans le canton de Beaune. Pierre Bolze et Charlotte Fougere (LR) sont élus avec 52,27 % des suffrages exprimés (2 341 voix pour 5 032 votants et 14 350 inscrits),,.

## Composition
Le nouveau canton de Beaune comprend la commune de Beaune.
| Nom                            | Code Insee | Intercommunalité      | Superficie (km2) | Population (dernière pop. légale) | Densité (hab./km2) | Modifier                                    |
| ------------------------------ | ---------- | --------------------- | ---------------- | --------------------------------- | ------------------ | ------------------------------------------- |
| Beaune (bureau centralisateur) | 21054      | CA Beaune Côte et Sud | 31,30            | 20 233 (2022)                     | 646                | modifier les données · modifier les données |
| Canton de Beaune               | 2103       |                       |                  | 20 233 (2022)                     |                    | modifier les données                        |

## Démographie
En 2022, le canton comptait 20 233 habitants, en évolution de −6,52 % par rapport à 2016 (Côte-d'Or : +0,82 %, France hors Mayotte : +2,11 %).
| 2013   | 2018   | 2022   |
| ------ | ------ | ------ |
| 21 838 | 20 711 | 20 233 |